# پادشاه هونگدوک
پادشاه هونگدوک (هانگول:흥덕)، (سلطنت: ۸۲۶~۸۳۶ میلادی)  چهل و دومین پادشاه شیلا بود.
در سال ۸۲۸ در دومین سال سلطنتش وی کیم یوجینگ را به عنوان خدمتکار خود منصوب و امور دولتی را به او سپرد و در عین حال جانگ بوگو را نیز منصوب نمود.او به عنوان سفیر چانگهیجین منصوب شد . 
در سال ۸۳۴ سیستم لباس تغییر یافت و تجملگرایی برای مردم ممنوع شد.
در زمستان ملکه جانگوا درگذشت و او را ملکه جونگ موک نامیدند. از آنجایی که شاه هیونگدوک اندوهگین بود و نمیتوانست ملکه را فراموش کند، وزرای شاه تابلویی برافراشتند و درخواست کردند که ملکه را بازگردانند. پادشاه گفت: حتی یک پرنده هم وقتی جفتش را از دست میدهد غمگین میشود چه بیشتر وقتی جفت خوبی را از دست میدهد.
شاه هیونگ دئوک جنبه خوبی از تقسیم سختی ها با مردم مانند عفو زندانیان نشان داد، علاوه بر این با گشت و گذار در منطقه جنوب، دلجویی از مردم و پرداخت مستقیم به امور امدادی پرداخت.
در سال ۸۲۸ پادشاه هیونگ دوک به جانگ بوگو دستور داد تا چانگهی جین را تاسیس کند. امپراطور اعتماد بسیار زیادی به ژنرال جانگ بوگو داشت.
ادامه
امپراطور معتقد بود که اگر سیستم رتبه بندی استخوانی به طور پایدار اداره شود، نظم و انضباط حفظ خواهد شد. 
در زمان سلطنت امپراطور هیونگدوک چای بسیار ارزان شد و نوشیدن چای بسیار محبوب شد.
چای از زمان ملکه سوندوک وجود داشته اما در این زمان بسیار محبوب شد. 
مشاهده میشود که بودیسم در زمان پادشاه هئوندئوک نیز رواج داشته است. 
دوره سلطنت این امپراطور آرام ترین دوره در اواخر دوران شیلا بود زمانی که شیلا میتوانست آخرین شعله خود را بسوزاند.
اول از همه خود پادشاه هیونگدوک به امور دولتی علاقه زیادی داشت و کیم وو جینگ را به عنوان وزیر منصوب کرد، با این حال مشکل اصلی امپراطور این بود که او وارث نداشت و با مشکل روبه رو شد. 
ژنرال بزرگ (جانگ بوگو) وارد استان ژو در چین شد و کم کم به یک فرمانده نظامی تبدیل شد. 
او با امپراطورش(هیونگدوک) ملاقات کرد و با ۱۰ هزار نفر سرباز از چانگهی جین محافظت کرد.
پادشاه هیونگ دئوک ژنرال کیم یوشین را گرامی داشت و او را پادشاه هونگ مو خواند. فرمانده کیم یوشین در زمان سلطنت شاه گیونگدوک پس از حدود ۱۶۰ سال به امپراطور شد. 
فرمانروا هیونگ دئوک در دسامبر سال ۸۳۶ پس از ۱۰ سال سلطنت در سن ۵۹ سالگی از دنیا رفت. 
وقتی امپراطور چین خبر فوت شاه شیلا را شنید دستور داد پیام تسلیت فرستاده شود. طبق وصیعتش او در شمال شهرستان آنگانگ در کنار مقبره همسرش ملکه جانگوا به خاک سپرده شد.